# Лавров, Василий Николаевич
Василий Николаевич Лавров (27 апреля (9 мая) 1838, Тульская губерния, Российская империя — 15 (27) октября 1877, Горный Дубняк, Османская империя) — русский генерал-майор, герой русско-турецкой войны 1877—1878 гг.

## Биография
Родился 27 апреля (9 мая) 1838 года в семье служилого дворянина в Епифановском уезде Тульской губернии. В 1855 году с отличием окончил Школу гвардейских подпрапорщиков и кавалерийских юнкеров и был произведён в прапорщики. Имя его, как лучшего выпускника, согласно традиции училища было занесено на мраморную доску. 11 июня 1855 поступил на службу в лейб-гвардии Конно-Гренадерский полк. В 1857 году поступил в Николаевскую академию Генерального штаба. За успехи в учёбе был произведен в поручики.
По окончании Николаевской академии Генерального штаба Лавров был переведён в штаб Гвардейского корпуса и 12 января 1863 года в чине штабс-капитана командирован в Северо-Западный край в распоряжение генерала Н. С. Ганецкого. Состоя при штабе 2-й гвардейской пехотной дивизии, Лавров участвовал с лейб-гвардии Финляндским полком в делах с польскими инсургентами при Гудишках и Шнуркишках (в последнем был ранен) и за отличие в них был награждён золотой драгунской шашкой с надписью «За храбрость» и орденом св. Владимира 4-й степени с мечами и бантом.
По возвращении из похода 1863 года Лавров продолжал свою службу в штабе Гвардейского корпуса в качестве адъютанта по особым поручениям. За блестящие тактические и стратегические разработки в 1866 году был произведен в полковники и назначен на должность начальника штаба 2-й гвардейской пехотной дивизии. В 1873 г. Лавров был назначен состоять при главнокомандующем войсками гвардии и Петербургского военного округа и в то же время избран в гласные Санкт-Петербургской городской думы, в работах которой принимал самое деятельное участие — был членом комиссии по постройке Литейного моста, руководил работой по составлению доклада об устройстве конно-железных дорог в столице. Однако, главным делом В. Н. Лаврова в Думе были вопросы введения всеобщей воинской повинности.
30 августа 1875 г. Лавров был произведён в генерал-майоры и до особого распоряжения оставлен в прежней должности, а в сентябре 1876 года назначен командиром лейб-гвардии Финляндского полка. Командование Лавров принял в канун 90-летия этой воинской части.

## Личная жизнь
В 1866 году Лавров знакомится с Марией Александровной Погребовой — дочерью известного купца-коммерсанта и делает ей предложение. Медовый месяц после свадьбы молодые проводят в Кривцово — имении Лавровых и в Париже.
В 1867 году у Лавровых рождается сын, в 1871 — дочь Елизавета, известная тем, что её портрет работы И. Репина хранится в Русском музее. Внук генерала — А. Н. Болдырев — известный советский востоковед.

## Участие в Русско-турецкой войне 1877—1878 годов
26-28 августа 1877 года В. Н. Лавров во главе своего полка прибыл в город Яссы, где собралась вся 2-я гвардейская пехотная дивизия (командир — генерал-лейтенант граф Шувалов Павел Андреевич), в состав которой входил Лейб-гвардии Финляндский полк. Сложности начались сразу — из-за перегруженности железной дороги последовал приказ выдвигаться на позиции пешком. Дивизия совершила 42-дневный марш на 600 вёрст от Ясс до позиций у Горного Дубняка. Переход был сложным — гористая местность, смена погоды от сильной жары до холода и сильных дождей. Сохранились письма генерала Лаврова о этом переходе:
«Вчера мы шли с 6 часов утра до 6 часов вечера и все-таки, несмотря на невероятную усталость, вошли в город с музыкой…»
«Пришли дожди и холода, люди становятся на биваке на сырую землю, и появились лихорадки… Московский полк вошёл в Яссы, имея 1000 человек отсталыми, люди валялись на улице от изнеможения…»
Чтобы ободрить и подать пример своим войскам, Василий Николаевич шёл во главе своего полка пешком.

## Гибель
12 (24) октября 1877 года, в 9 часов утра войска генерала И. В. Гурко начали штурм укрепления турок у села Горный Дубняк. Позиция турок была крайне выгодной — высота на ровной площадке, господствующая над окружающей местностью. Кустарник, росший вокруг возвышенности турки вырубили для удобства ведения огня, оставив некоторые кустики как ориентиры для пристреливания. О невероятной сложности поставленной перед войсками задачи по штурму редута говорит то, что потери в этом бою составили, по разным оценкам, до 3 600 человек убитыми, ранеными, контуженными и пропавшими без вести.

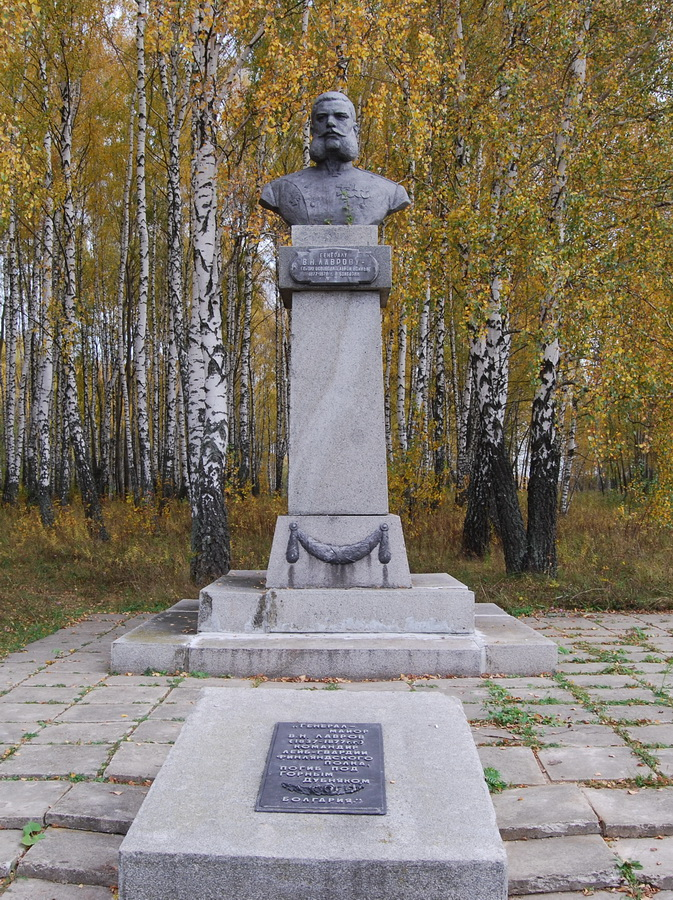
Памятник на могиле генерала рядом с комплексом «Кривцовский мемориал» в Болховском районе Орловской области. Скульптор В. Н. Басарев, архитектор С. И. Федоров.

Финляндскому полку генерала Лаврова предстояла очень трудная задача — пересечь открытую, прекрасно простреливаемую турками поляну шириной порядка 500 шагов. Лавров принял решение пересечь простреливаемую турками территорию бегом и сам повёл солдат в атаку. Бой был страшным. Из воспоминаний участников:
«адский, потрясающий огонь… что-то чудовищное, уничтожающее…» (участник штурма А. Пузыревский)
«Бойня… резня… ад огня…» (полковник Г. П. Шмидт, сменивший В. Н. Лаврова на посту командира лейб-гвардии Финляндского полка после ранения последнего)
Несколько приступов были неудачными и В. Н. Лавров вновь решает вдохновить бойцов примером. «Молодцы! Сейчас пойдем в атаку. Когда я взмахну саблей и крикну „ура!“ — смотрите все за мной», — обратился он к солдатам. Генерал, не добежав 50 метров до турецкого редута, упал от двух пулевых попаданий. Смертельно раненого Лаврова вынес с поля боя рядовой Е. И. Колпаков, награждённый за это Знаком Отличия Военного ордена святого Георгия 4-й степени.
Редут был взят русскими войсками только к ночи. Были взяты в плен Ахмед-Хивзи-паша, командовавший обороной, 53 его офицера, 2253 нижних чинов, захвачено турецкое знамя, оружие и боеприпасы.
Умирая 14 октября на главном эвакопункте, В. Н. Лавров просил Колпакова не покидать его жену и детей, и этот человек после увольнения из армии действительно со своей семьей поселился в Кривцово, имении Лавровых. До 1887 года он исполнял обязанности старосты, а затем — управляющего имением М. А. Лавровой, жены генерала.

## Память
Гроб с телом погибшего генерала в конце октября 1877 года прибыл в город Мценск, а оттуда — в село Кривцово, имение его семьи, где был захоронен в склепе Кривцовской церкви. В 1932 году могила подверглась разграблению, и прах генерала был перезахоронен в 70 метрах от церкви. Второе и последнее перезахоронение состоялось 7 сентября 1978 года. В настоящее время могила с установленным бюстом работы скульптора В. Н. Басарева и архитектора С. И. Федорова находится рядом с Кривцовским мемориалом в Болховском районе Орловской области.
Простреленный и окровавленный мундир генерала хранился как реликвия в музее лейб-гвардии Финляндского полка.
В селении Горный Дубняк Плевенского округа создан парк-музей В. Н. Лаврова. На скале навечно установлен бронзовый медальон в его честь.